# ساباتو
ساباتو رودی است که به والتورنو می‌ریزد. این رود از کشور ایتالیا می‌گذرد.